# Friedrich Beck (Physiker)
Friedrich Beck (* 16. Februar 1927 in Wiesbaden; † 20. Dezember 2008) war ein deutscher Physiker, insbesondere auf dem Gebiet der Kernphysik.

## Schule und Studium
Als Sohn des Kaufmanns Fritz Beck und seiner Ehefrau Margarete geborene Cron besuchte er das Realgymnasium in Darmstadt. Danach begann er ein Studium der Physik in Göttingen und an der TH Darmstadt. Als Schüler von Max von Laue knüpfte er an dessen Arbeiten über das elektrodynamische Potential eines Supraleiters an und entwickelte ab Frühjahr 1950 seine  Promotionsarbeit mit dem Thema  Das elektrodynamische Potential in der erweiterten phänomenologischen Theorie der Supraleitung, womit er 1952 seine Promotion zum Dr. rer. nat. erlangte.

## Studien, Habilitation und Dozent
Von 1952 bis 1954 war er als Assistent am Fritz-Haber-Institut der Max-Planck-Gesellschaft in Berlin tätig. Es folgte von 1954 bis 1956 ein Forschungsaufenthalt in den USA als Research Associate am Massachusetts Institute of Technology an der Universität von Cambridge (Massachusetts). Danach ging er an die Universität München und erreichte dort 1958 seine Habilitation mit einem Thema über Kernreaktionen infolge von elektromagnetischen Wechselwirkungen. Von 1958 bis 1960 wirkte er als Privatdozent an den Universitäten München und Heidelberg.

## Professur
An die Universität Frankfurt wurde er 1960 als außerordentlicher Professor für Theoretische Physik gerufen. An die TH Darmstadt ging er 1963 berufen als ordentlicher Professor für Theoretische Physik, wo er im gleichen Jahr die Leitung des Instituts für Theoretische Kernphysik übernahm. Von 1974 bis 1975 lehrte er am Lawrence Berkeley National Laboratory im Rahmen einer Gastprofessur. Es folgte im 1976 eine Gastprofessur an der Universidade Federal Rural von Rio de Janeiro. Im Jahr 1979 lehrte er als Gastprofessor an der University of Maryland, College Park im College Park. Es folgte 1983 ein Aufenthalt am Weizmann-Institut für Wissenschaften in Rechowot. An der University of Washington in Seattle hatte er 1987 eine Gastprofessur inne. Im folgenden Jahr weilte er an der Ben-Gurion-Universität im Negev in Beʾer Scheva. Im Jahr 1991 lehrte er als Gastprofessor an der University of the Witwatersrand in Johannesburg. Seinen Wohnsitz in Deutschland hatte Beck in Mühltal. Nachdem er 1995  emeritiert worden war, trat Jochen Wambach 1996 seine Nachfolge an.

## Arbeitsgebiete
Seine hauptsächlichen Schwerpunktthemen auf dem Gebiet der Theoretischen Kernphysik befassten sich mit der Anwendung von  Vielteilchenmethoden bei der Behandlung von Atomkernen. Weitere Themen waren die Theorie der Kernmaterie und jene der endlichen Kerne sowie die Quantenhadrodynamik. Seine letzten großen Arbeiten betrafen den Rahmen des Sonderforschungsbereichs 199 der  Deutschen Forschungsgemeinschaft (DFG) Molekulare Ökophysiologie der Pflanzen: Stofferwerb,  Membrantransport und Regulation des Stoffverbrauches.

## Zusammenarbeit mit John C. Eccles
Anfang der 1990er Jahre entwickelte er mit John Carew Eccles ein Modell zur Erklärung der Steuerung von Synapsen auf der Grundlage der Quantenphysik im Gehirn des Menschen. Die entsprechende Arbeiten von Beck waren seine Betrachtungen zum Tunneleffekt bei der Tätigkeit der Synapsen in der Exozytose. Dieses mit Eccles entwickelte Modell – auch Beck-Eccles quantenmechanisches Modell der Exozytose genannt – sollte es, ausgehend von einem interaktionistischen Dualismus, ermöglichen, zu erklären, wie menschliches Bewusstsein mittels zwischen der Doppellipidschicht und den präsynaptische Endigungen „getunnelten“ Elektronen Einfluss auf die Funktion der Synapsen haben könnte.

## Privates
Beck war evangelisch. Im Jahr 1956 heiratete er Rosemarie Wesnigk. Er hatte zwei Söhne (Michael Renatus und Johann Christoph).

## Schriften
- Quantum aspects of brain activity and the role of consciousness, in: Proc. Natn. Acad. Sci. U.S.A. 69 (1992) 11357-11361.
- Quantenaspekte der Gehirntätigkeit und die Rolle des Bewusstseins mit J. C. Eccles in: J. C. Eccles Wie das Selbst sein Gehirn steuert, aus dem Englischen von Malte Heim, München (Pipper) 1994, Kap. 9 (S. 213–241).
- Quantenprozesse im Gehirn ? Ein Tor zum Verständnis von Bewusstsein. Ein physikalischer Beitrag zur Steuerung neuronaler Prozesse, in: Lars Schuster, Jan C. Schmidt (Hrsg.), Der entthronte Mensch? - Anfragen der Neurowissenschaften an unser Menschenbild, Paderborn 2003
- Quantum Processes in the Brain: A scientific basis of consciousness  mit J.C. Eccles, in: N. Osaka (Ed.), Neural Basis of Consciousness,  Amsterdam 2003
- Synaptic Quantum Tunneling in Brain Activity, in: NeuroQuantology, Vol. 16, Issue 2, 2008, p 140-151